# Rui'an
Rui'an es una ciudad situada en la prefectura de Wenzhou, provincia de Zhejiang, China. Tiene una población de 1.544.800 personas y con una superficie de 1350 km² (521 mi²) y 3037 km² (1172,6 mi²) de superficie marítima.
Rui'an es una de las 100 ciudades con mayor crecimiento económico en China y un importante centro turístico dentro de China. Fue reconocida como la decimocuarta zona de desarrollo por el Departamento de Estado en 1987.

## Historia

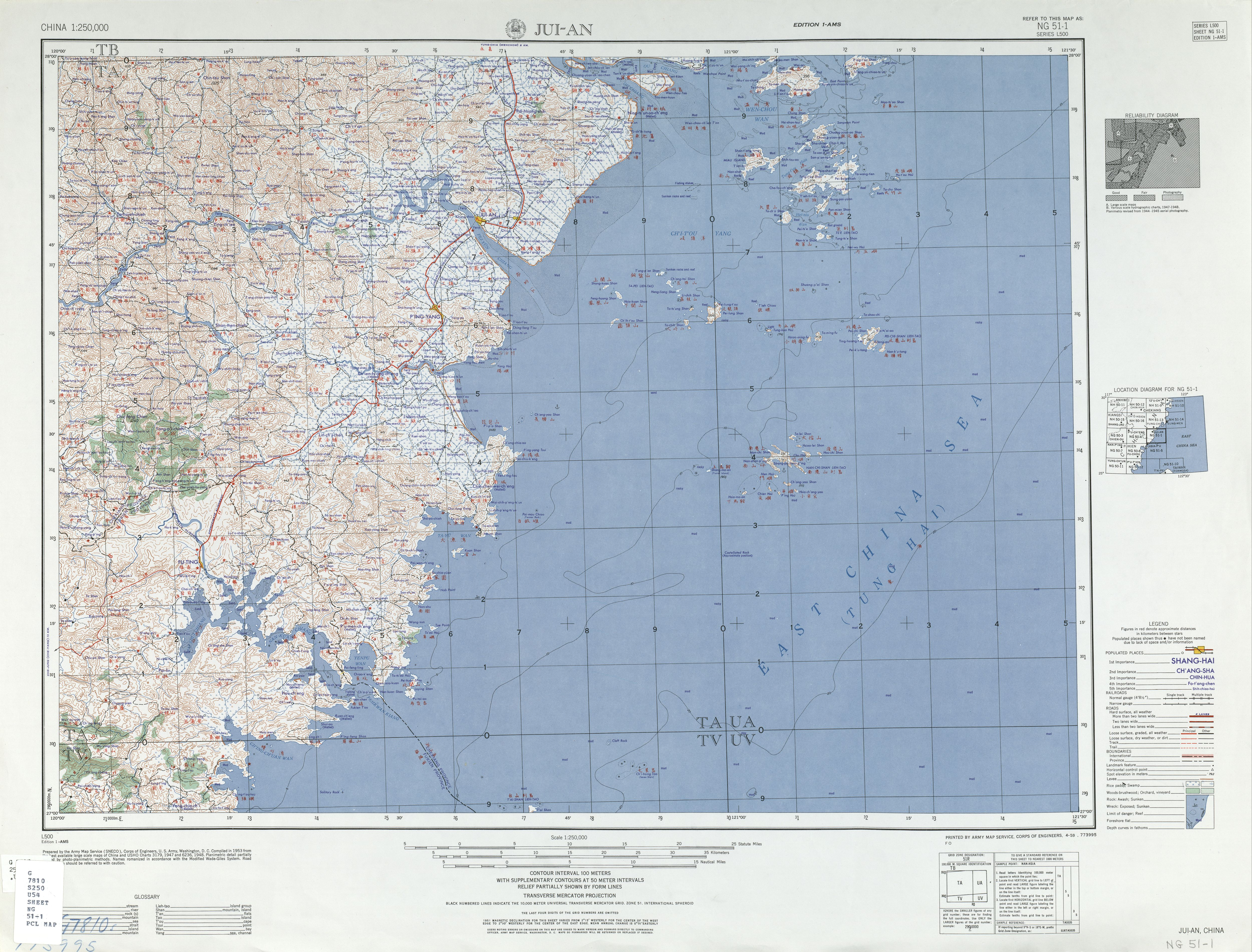
Rui'an (etiquetado como JUI-AN 瑞安) (1953)

Rui'an, también conocida como Meitou, tiene una historia que se remonta a aproximadamente el año 2000 a. C., cuando se hizo conocida por su fabricación de máquinas. La ciudad histórica inició su actividad comercial y obtuvo su nombre actual en el año 675 d. C. 
En 1988, el Consejo de Estado incluyó a Ruian como uno de los primeros condados y ciudades en abrirse al mundo exterior, así como uno de los condados y ciudades de prueba para reformas económicas integrales. 

## Economía
Rui'an ha sido una ciudad rica y próspera desde la antigüedad. Los habitantes de Rui'an han sido pioneros en muchos campos, especialmente en el desarrollo de la economía de mercado de China en forma de sistema de acciones.
Establecieron un sistema de responsabilidad contractual en los hogares, este incentiva a los ciudadanos a la participación en las industrias domésticas. A consecuencia de ello, Rui'an experimentó un rápido desarrollo económico. El Gobiernotamb én iincentivó a los empresarios y accionistas rurales a cooperar eficazmente.
Se han introducido muchos tipos de sistemas económicos en Rui'an, lo que ha acelerado el desarrollo regional. Uno de estos sistemas es el famoso "Patrón Wenzhou", que se hizo muy conocido tanto en China como en el extranjero.
Rui'an también es conocida por su producción de plásticos y accesorios para automóviles. 

## Divisiones administrativas
Subdistritos:
- Anyang (安阳街道)
- Yuhai (玉海街道)
- Jinhu (锦湖街道)
- Dongshan (东山街道),
- Shangwang (上望街道)
- Xincheng (莘塍街道)
- Tingtian (汀田街道)
- Feiyun (飞云街道)
- Xianfeng (仙降街道)
- Nanbin (南滨街道)

Ciudades o pueblos: 
- Tangxia (塘下镇),
- Mayu (马屿镇)
- Taoshan (陶山镇)
- Huling (湖岭镇)
- Gaolou (高楼镇)

## Transporte
La infraestructura de Rui'an ha mejorado , con un ritmo de urbanización cada vez más acelerado. Actualmente, se han modernizado los sistemas de control de tráfico, transporte y comunicación. 
El aeropuerto Yongqiang de Wenzhou, un puerto marítimo de 10.000 toneladas y la estación de tren local se encuentran a menos de 30 kilómetros de la ciudad. La carretera costera y la carretera estatal Nº 104 que atraviesan la ciudad, y la estación de Rui'an en el ferrocarril Wenzhou-Fuzhou son algunos ejemplos significativos del desarrollo del transporte en Rui'an.  La línea 2 de tránsito ferroviario, que comenzó a operar el 26 de abril de 2023, llega a Rui'an. 